# Puchar Lavera
Puchar Lavera, ang. Laver Cup – międzynarodowy, męski drużynowy turniej tenisowy, utworzony w 2016 roku z inicjatywy szwajcarskiego tenisisty Rogera Federera. Rozgrywki nazwane są na cześć byłego australijskiego zawodnika, Roda Lavera, dwukrotnego zdobywcy Klasycznego Wielkiego Szlema. Odbywają się każdego roku, dwa tygodnie po wielkoszlemowym US Open.
W rywalizacji bierze udział sześciu tenisistów należących do Drużyny Europejskiej i kolejnych sześciu, reprezentujących Drużynę Światową. W ciągu trzech dni pomiędzy zawodnikami rozgrywane jest dziewięć meczów gry pojedynczej i trzy mecze gry podwójnej, za które można zdobyć od jednego do trzech punktów.
Pierwsza edycja Pucharu Lavera rozegrana została w dniach 22–24 września 2017 w Pradze i zakończyła się zwycięstwem Drużyny Europejskiej w składzie: Tomáš Berdych, Marin Čilić, Roger Federer, Rafael Nadal, Dominic Thiem i Alexander Zverev.
Aktualnymi mistrzami Pucharu Lavera są zawodnicy Drużyny Światowej, zwycięzcy turnieju w 2023 roku: Taylor Fritz, Frances Tiafoe, Tommy Paul, Felix Auger-Aliassime, Ben Shelton i Francisco Cerundolo.
Do udziału w edycji 2023 po raz pierwszy zaproszono zawodnika z Polski, Huberta Hurkacza.
W maju 2019 zawody zostały włączone do oficjalnego kalendarza rozgrywkowego ATP Tour jako turniej pokazowy.
Najbliższa edycja turnieju, odbędzie się w dniach 20-22 września 2024 w Uber Arenie w Berlinie.

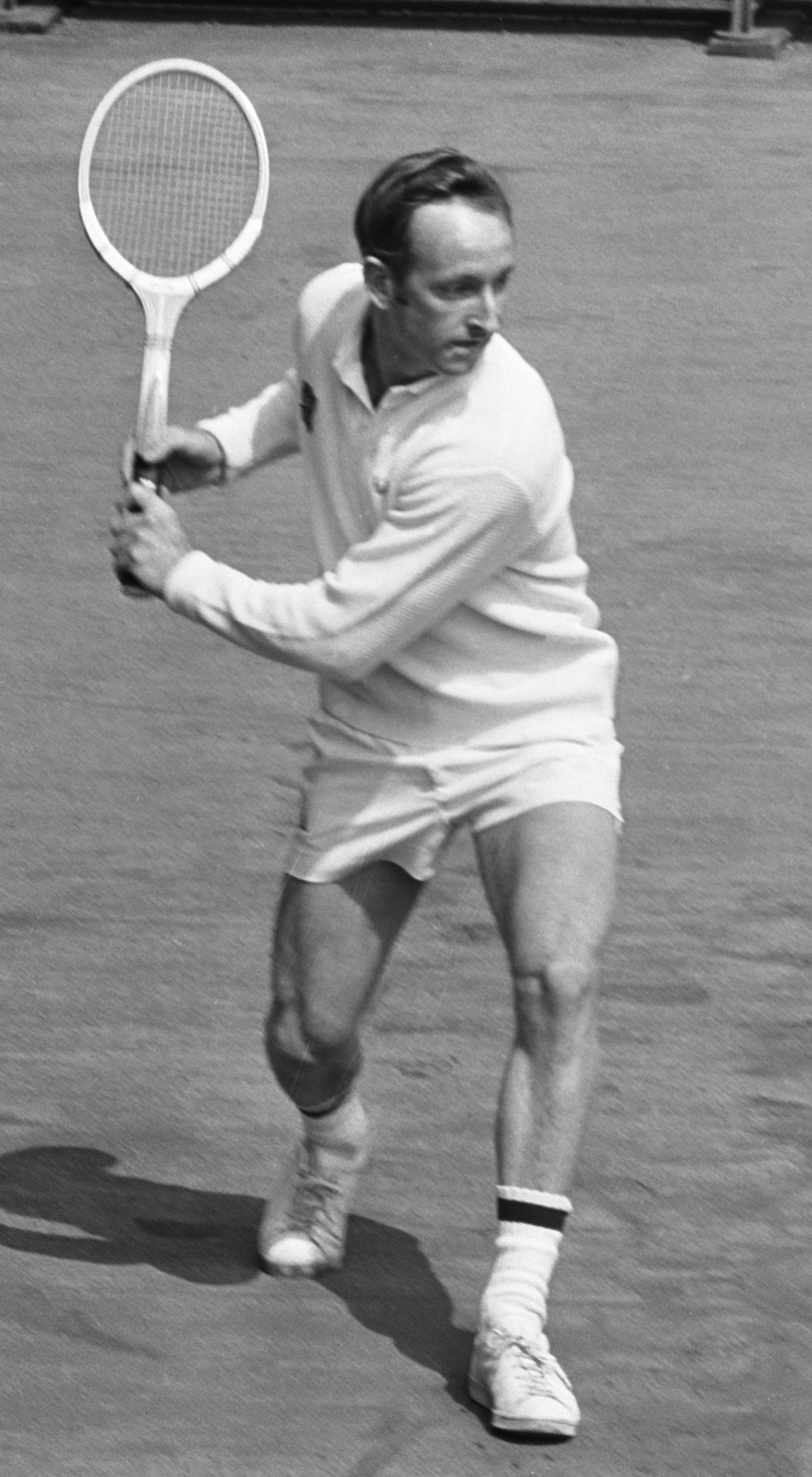
Rod Laver, jego imieniem nazwany jest turniej

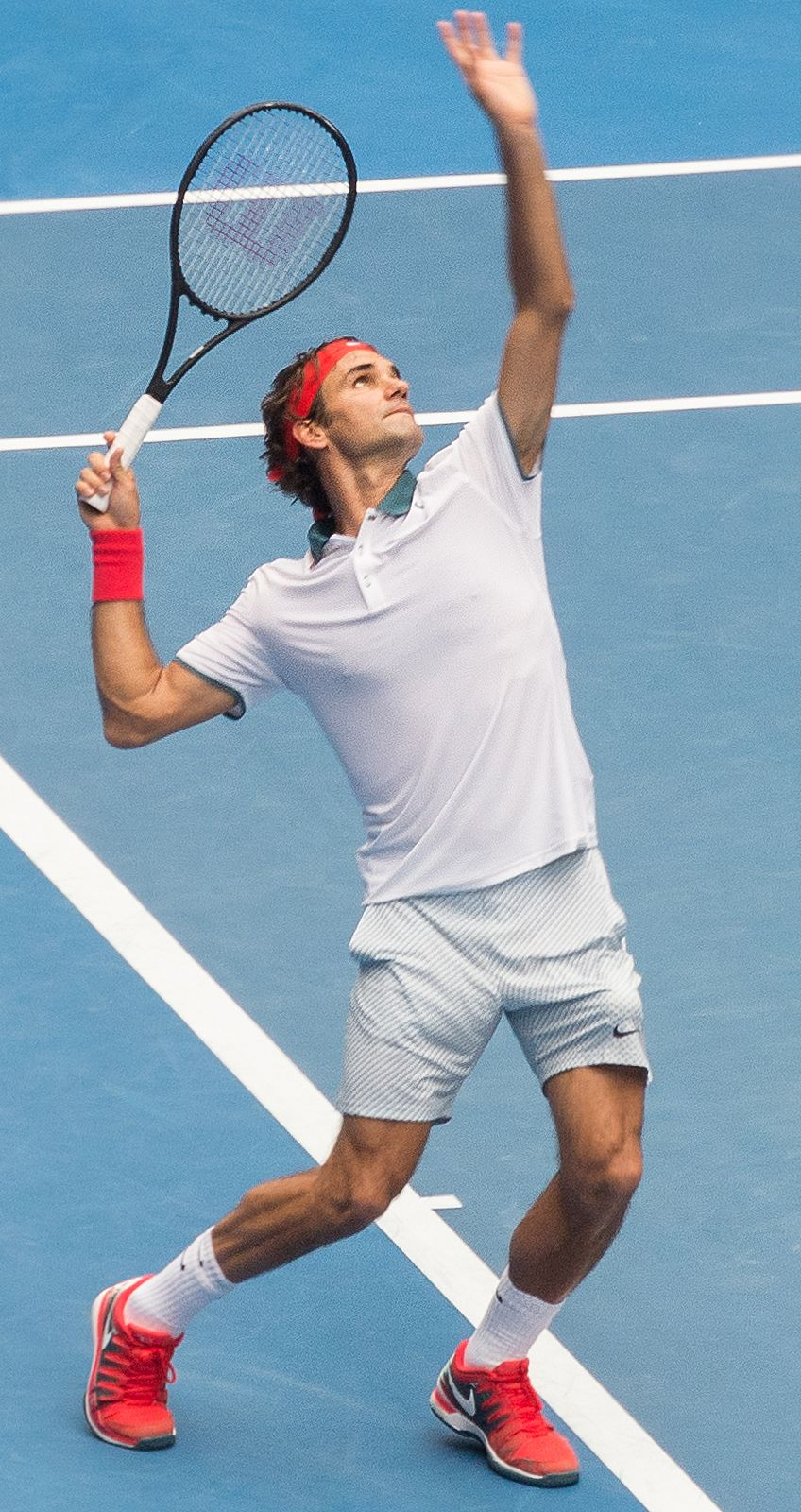
Roger Federer, pomysłodawca i jeden z założycieli turnieju

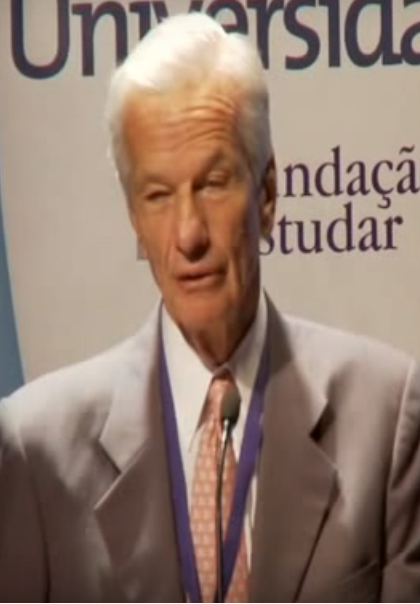
Jorge Lemann, jeden z założycieli turnieju

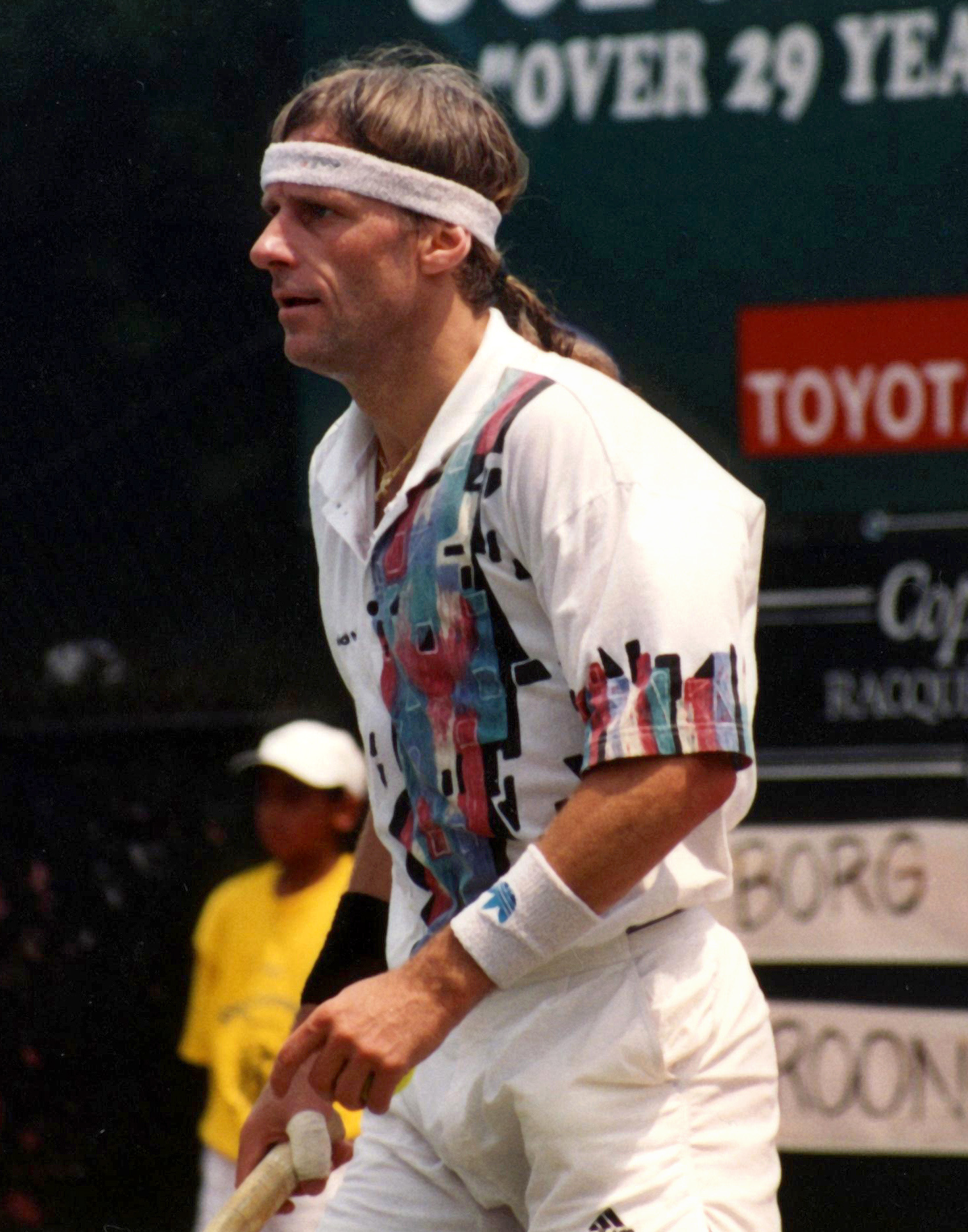
Björn Borg, kapitan Drużyny Europejskiej

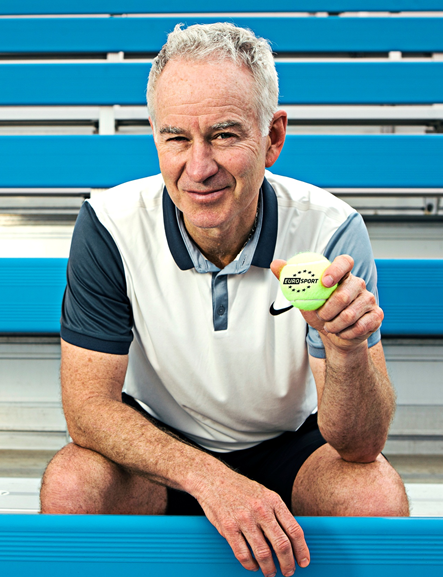
John McEnroe, kapitan Drużyny Światowej

## Historia turnieju
24 sierpnia 2016 podczas specjalnej konferencji prasowej w hotelu Manhattan w Nowym Jorku ogłoszono, że w 2017 roku po raz pierwszy zorganizowany zostanie pokazowy turniej tenisowy o Puchar Lavera. Formuła imprezy ustalona została na wzór golfowego Pucharu Rydera.
Pierwszą osobą, która zgłosiła propozycję rozegrania takiego turnieju, był Roger Federer. Szwajcarski tenisista zaproponował również, by zmagania nazwać imieniem Roda Lavera, australijskiego tenisisty, który dwukrotnie ustanowił klasycznego Wielkiego Szlema, w latach 1962 i 1969.
Na miejsce pierwszej edycji zawodów wybrano O2 Arenę w stolicy Republiki Czeskiej, Pradze. Decyzję uzasadniono ostatnimi sukcesami czeskich reprezentacji tenisowych w Pucharze Davisa i Pucharze Federacji (mężczyźni zwyciężali w 2012 i 2013, a kobiety w 2011, 2012, 2014, 2015 i 2016).
Termin zmagań ustalono na dwa tygodnie po wielkoszlemowym US Open, z wyjątkiem lat olimpijskich, kiedy rozgrywki nie będą się odbywały (odstąpiono od tego w maju 2018 z uwagi na duże zainteresowanie turniejem).
W konferencji wzięli udział dwaj czołowi tenisiści świata, Rafael Nadal i Roger Federer, którzy zapowiedzieli swój udział w Pucharze Lavera.
Do 2019 roku funkcje kapitanów pełnili Björn Borg dla drużyny europejskiej i John McEnroe dla drużyny światowej. To Rod Laver nominował Szweda i Amerykanina na kapitanów drużyn w pierwszych edycjach turnieju.
9 września 2016 USTA, Amerykańska Organizacja Tenisowa ogłosiła, że przyłącza się do organizacji Pucharu Lavera. Zapowiedziano, że w 2018 roku rozgrywki odbędą się na terenie Stanów Zjednoczonych.

### 2017
22 lutego 2017 Roger Federer pojechał z wizytą do Pragi, gdzie razem z Tomášem Berdychem spotkał się z kibicami i reklamował rozgrywki. Tenisiści razem z burmistrzem miasta rozpoczęli odliczanie do pierwszego dnia turnieju. Tego samego dnia uruchomiono sprzedaż biletów, która pobiła rekordy i wejściówki zostały sprzedane w czterdziestu pięciu państwach w ciągu kilku godzin.
15 maja 2017 Milos Raonic przyjął zaproszenie Johna McEnroe i zgodził się wziąć udział w turnieju. Kanadyjski tenisista, zajmujący wówczas szóste miejsce w rankingu ATP, był najwyżej notowanym zawodnikiem spoza Europy w tym zestawieniu. 29 czerwca do obsady pierwszej edycji dołączyli Dominic Thiem i John Isner. Tego samego dnia dokonano oficjalnej prezentacji trofeum, o które walczyć będą tenisiści. W ceremonii w Londynie uczestniczyli Laver, McEnroe i Federer.
9 sierpnia ogłoszono, że w turnieju zagrają Marin Čilić i Sam Querrey, a 23 sierpnia skompletowano Drużynę Europejską, do której zaproszenie przyjął Alexander Zverev.
Tego samego dnia podano, że do Drużyny Światowej dołączą Denis Shapovalov i Juan Martín del Potro. 26 sierpnia z powodu operacji kontuzjowanego nadgarstka z rozgrywek wycofał się Milos Raonic, a jego miejsce w stawce zajął Nick Kyrgios. Tym samym najwyżej klasyfikowanym graczem spoza Europy stał się John Isner.
14 września podano do wiadomości, że funkcję wicekapitana Drużyny Europejskiej będzie pełnił Thomas Enqvist, natomiast w Drużynie Światowej stanowisko to przyjął Patrick McEnroe.
20 września z rywalizacji wycofał się Juan Martín del Potro, a jego miejsce zajął Amerykanin Frances Tiafoe. W roli zawodników rezerwowych do Pragi pojechali Hiszpan Fernando Verdasco i Australijczyk Thanasi Kokkinakis.
22 września, w historycznym, pierwszym pojedynku Pucharu Lavera Chorwat Čilić pokonał 7:6(3), 7:6(0) Amerykanina Tiafoe. Pierwsze zwycięstwo dla Drużyny Światowej tego samego dnia odnotowali w grze deblowej Nick Kyrgios i Jack Sock, ogrywając Tomáša Berdycha i Rafaela Nadala 6:3, 6:7, 10–7.
23 września doszło do meczu, w którym po raz pierwszy w dziejach Roger Federer i Rafael Nadal wystąpili jako partnerzy deblowi. W swoim spotkaniu pokonali Sama Querreya i Jacka Socka 2:1 (6:4, 1:6, 10–5).
24 września ogłoszono, że druga edycja turnieju odbędzie się w United Center w Chicago w dniach 21–23 września 2018 roku. Tymczasem w Pradze Drużyna Światowa zdobyła sześć punktów za triumf Isnera nad Nadalem oraz debla Sock/Isner nad parą Berdych/Čilić. Trzy punkty dla graczy europejskich wywalczył Zverev, który pokonał Querreya. Przed decydującym spotkaniem Drużyna Europejska prowadziła wynikiem 12–9.
W dwunastym meczu Roger Federer obronił piłkę meczową i pokonał Nicka Kyrgiosa 4:6, 7:6(6), 11–9. Szwajcar zdobył trzy kolejne punkty dla Drużyny Europejskiej, która triumfowała nad Drużyną Światową 15–9.
Pierwsza edycja turnieju o Puchar Lavera okazała się wielkim sukcesem sportowym i medialnym. Wspólny występ Nadala i Federera znalazł się w gronie kandydatów do prestiżowej nagrody sportowej Laureus w kategorii Momentu Roku. W świecie tenisowym rozpoczęła się również dyskusja na temat zorganizowania analogicznych rozgrywek dla kobiet. Pomysł poparła między innymi Garbiñe Muguruza.

### 2018
19 marca 2018 Roger Federer, Nick Kyrgios, Rod Laver i John McEnroe pojechali do Chicago, by oficjalnie rozpocząć przygotowania do wrześniowego turnieju. Tego samego dnia ogłoszono, że pierwszym zawodnikiem w Drużynie Europejskiej będzie Federer, a w Drużynie Światowej – Kyrgios. Sprzedaż biletów na zawody została uruchomiona 23 marca.
Podczas pobytu w Chicago Federer wyraził nadzieję, że pomimo intensywnego dla tenisistów kalendarza rozgrywek w miesiącach letnich, zawodnicy z Europy nie zignorują turnieju o Puchar Lavera i zdecydują się wziąć w nim udział (zawody zaplanowane są na dwa tygodnie po wielkoszlemowym US Open). Szwajcar wskazał również, że formuła zmagań (cały turniej rozgrywany przez trzy kolejne dni) może stanowić inspirację do zmian w innych rozgrywkach drużynowych. Puchar Davisa i Puchar Federacji są bowiem rozgrywane przez cztery weekendy w ciągu całego roku, w różnych lokalizacjach, co powoduje, że większość czołowych zawodników nie decyduje się na udział.
10 lipca poinformowano, że w związku z dużym zainteresowaniem turniejem po jego pierwszej edycji, Puchar Lavera rozgrywany będzie każdego roku, również w latach olimpijskich.
6 sierpnia ogłoszono, że Amazon Prime Video będzie transmitować wszystkie mecze turnieju i dodatkowe materiały w ponad dwustu krajach świata.
23 sierpnia ogłoszono, że w następnym roku Puchar Lavera odbędzie się w Palexpo w szwajcarskiej Genewie, w dniach 20–22 września.
21 września, w pierwszym dniu drugiej edycji turnieju, po raz pierwszy w historii Novak Djoković i Roger Federer wystąpili wspólnie w parze deblowej. Serb i Szwajcar przegrali swój mecz z Kevinem Andersonem i Jackiem Sock 7:6(5), 3:6, 6-10.
23 września Drużyna Europejska w składzie: Grigor Dimitrow, Kyle Edmund, Roger Federer, David Goffin, Alexander Zverev i Novak Djoković obroniła trofeum, wywalczone przed rokiem w Pradze, pokonując Drużynę Światową 13-8.
13 grudnia 2018 swój udział w trzeciej edycji turnieju potwierdzili Roger Federer i Rafael Nadal.

### 2019
8 lutego 2019 Federer i Borg pojawili się w Genewie i rozpoczęto sprzedaż biletów na mecze trzeciej edycji.
24 maja ogłoszono, że organizatorzy zawodów podpisali porozumienie z władzami ATP, na mocy którego Puchar Lavera został włączony do oficjalnego kalendarza ATP Tour.
17 lipca John Isner wziął udział w ceremonii otwarcia wystawy w Newport w Międzynarodowej Tenisowej Galerii Sławy, której jednym z eksponatów był oryginalny puchar, zdobywany przez zwycięzców turnieju.
17 września podano, że prawa do transmisji turnieju na żywo nabył Eurosport, a mecze pokazywane będą we wszystkich krajach Europy oprócz Francji i Holandii.
22 września Bjorn Borg i John McEnroe potwierdzili, że obejmą funkcję kapitanów swoich drużyn również w edycji 2020. Tego samego dnia wieczorem, po rozegraniu kompletu meczów, zwycięzcami edycji 2019 została Drużyna Europejska w składzie: Roger Federer, Fabio Fognini, Rafael Nadal, Dominic Thiem, Stefanos Tsitsipas i Alexander Zverev. Był to trzeci z rzędu triumf Europejczyków, ale zawodnicy Drużyny Światowej ustanowili rekord zdobytych przez siebie punktów w jednej edycji imprezy (11).
Kilka minut po zakończeniu rozgrywek poinformowano, że w 2020 Puchar Lavera zostanie rozegrany w dniach 25–27 września w TD Garden w Bostonie.

### 2020
28 lutego Roger Federer potwierdził swój udział w czwartej edycji imprezy. W marcu rozpoczęła się sprzedaż biletów, a do grona międzynarodowych sponsorów dołączyła sieć hoteli Marriott.
17 marca organizatorzy wielkoszlemowego French Open 2020 poinformowali, że w związku z pandemią COVID-19 zdecydowali o przeniesieniu turnieju na okres od 20 września do 4 października, czyli w terminach rozgrywania Pucharu Lavera. Organizatorzy Pucharu Lavera pierwotnie chcieli rozegrać turniej w zaplanowanym wcześniej terminie, ale 17 kwietnia zdecydowano o odwołaniu edycji 2020 i rozegraniu jej we wrześniu 2021 w TD Garden w Bostonie.
25 września podano, że w 2022 turniej odbędzie się w O2 Arenie w Londynie.
24 listopada Dominic Thiem potwierdził swój udział w edycji 2021.

### 2021
24 lutego 2021 firma Head została oficjalnym sponsorem rakiet i piłek tenisowych, używanych w turnieju.
13 maja ogłoszono konkurs na miasta-gospodarzy edycji w latach 2023–2026.
16 lipca Matteo Berrettini dołączył do składu drużyny europejskiej. 18 sierpnia podano informację o wycofaniu się z zawodów Federera i Thiema, a ich miejsce zajęli: Stefanos Tsitsipas, Alexander Zverev, Daniił Miedwiediew, Andriej Rublow i Casper Ruud.
Do gry w składzie drużyny światowej zostali zaproszeni: Denis Shapovalov, Félix Auger-Aliassime, Diego Schwartzman, Nick Kyrgios, John Isner i Reilly Opelka.
Czwarta edycja turnieju zakończyła się zwycięstwem drużyny europejskiej 14-1, a jedyny punkt dla drużyny światowej zdobyli w piątkowym meczu deblowym Isner i Shapovalov.

### 2022
22 czerwca ogłoszono, że organizatorem edycji w 2023 będzie Vancouver, a w 2024 – Berlin.
22 lipca swój udział w tegorocznej edycji potwierdzili: Rafael Nadal, Novak Đoković, Roger Federer i Andy Murray, doprowadzając do historycznego wydarzenia, w czasie którego wszyscy przedstawiciele Wielkiej Czwórki zagrali w jednej turniejowej drużynie.
17 sierpnia Katarzyna, księżna Cambridge podjęła charytatywną współpracę z Rogerem Federerem. Na 22 września zaplanowano Laver Cup Open Practice Day, z którego dochód zostanie przeznaczony na organizacje pod patronatem księżnej.
23 września Roger Federer zagrał swój ostatni profesjonalny mecz i zakończył karierę. W parze z Rafaelem Nadalem przegrali z Jackiem Sock i Francesem Tiafoe 6:4, 6:7(2), 9-11.
25 września Drużyna Światowa wywalczyła swój pierwszy w historii Puchar Lavera, triumfując wynikiem 13-8. W trzecim dniu rozgrywek zawodnicy Drużyny Światowej wygrali wszystkie mecze, a w decydującym spotkaniu rezerwowy zawodnik Frances Tiafoe pokonał Stefanosa Tsitsipasa 1:6, 7:6(11), 10–8.

### 2023
Do udziału w turnieju w 2023 po raz pierwszy zaproszono zawodnika z Polski, Huberta Hurkacza, który przegrał trzy swoje pojedynki.
24 września Drużyna Światowa obroniła tytuł wywalczony przed rokiem.

### 2024
7 marca San Francisco zostało wybrane na gospodarza turnieju w roku 2025.
W maju ogłoszono, że nowymi kapitanami drużyn od edycji 2025 będą Andre Agassi i Yannick Noah.

## Formuła turnieju
Puchar Lavera rozgrywany jest w ciągu trzech dni, począwszy od piątku. W zawodach biorą udział dwie drużyny – Drużyna Europejska i Drużyna Światowa. W skład każdej drużyny wchodzi sześciu zawodników i kapitan. Pierwszych czterech tenisistów wybiera się na podstawie najwyższych miejsc rankingowych w klasyfikacji ATP w grze pojedynczej (według notowań po turnieju wimbledońskim). Kolejnych dwóch tenisistów powołują kapitanowie drużyn.
Turniejowe mecze rozgrywane są na kortach twardych. Każdego dnia odbywają się po cztery pojedynki – trzy singlowe i jeden deblowy. Mecze rozgrywane są w formule do dwóch wygranych setów. W przypadku remisu w setach 1–1, rozgrywa się tie-breaka do 10 punktów.
Każdy członek drużyny musi wystąpić przynajmniej w jednym meczu singlowym (maksymalnie w dwóch), a w meczach deblowych musi zagrać czterech różnych reprezentantów drużyny.
Jeżeli po trzech dniach turnieju pomiędzy uczestnikami jest remis, odbywa się dodatkowy mecz deblowy.
Za zwycięstwo w meczach piątkowych otrzymuje się po jednym punkcie, w sobotnich po dwa punkty i w niedzielnych po trzy punkty.
Kapitanowie drużyn decydują, kto wystąpi w pojedynkach singlowych i sami dobierają pary deblowe.
Drużyna, która wygra wszystkie swoje spotkania, może zdobyć maksymalnie 24 punkty, ale po dwóch dniach tylko 12. Nie jest zatem możliwe wyłonienie zwycięzcy przed trzecim dniem rozgrywek, a najwcześniej po pierwszym meczu trzeciego dnia.

## Założyciele i sponsorzy turnieju
Obecni sponsorzy:

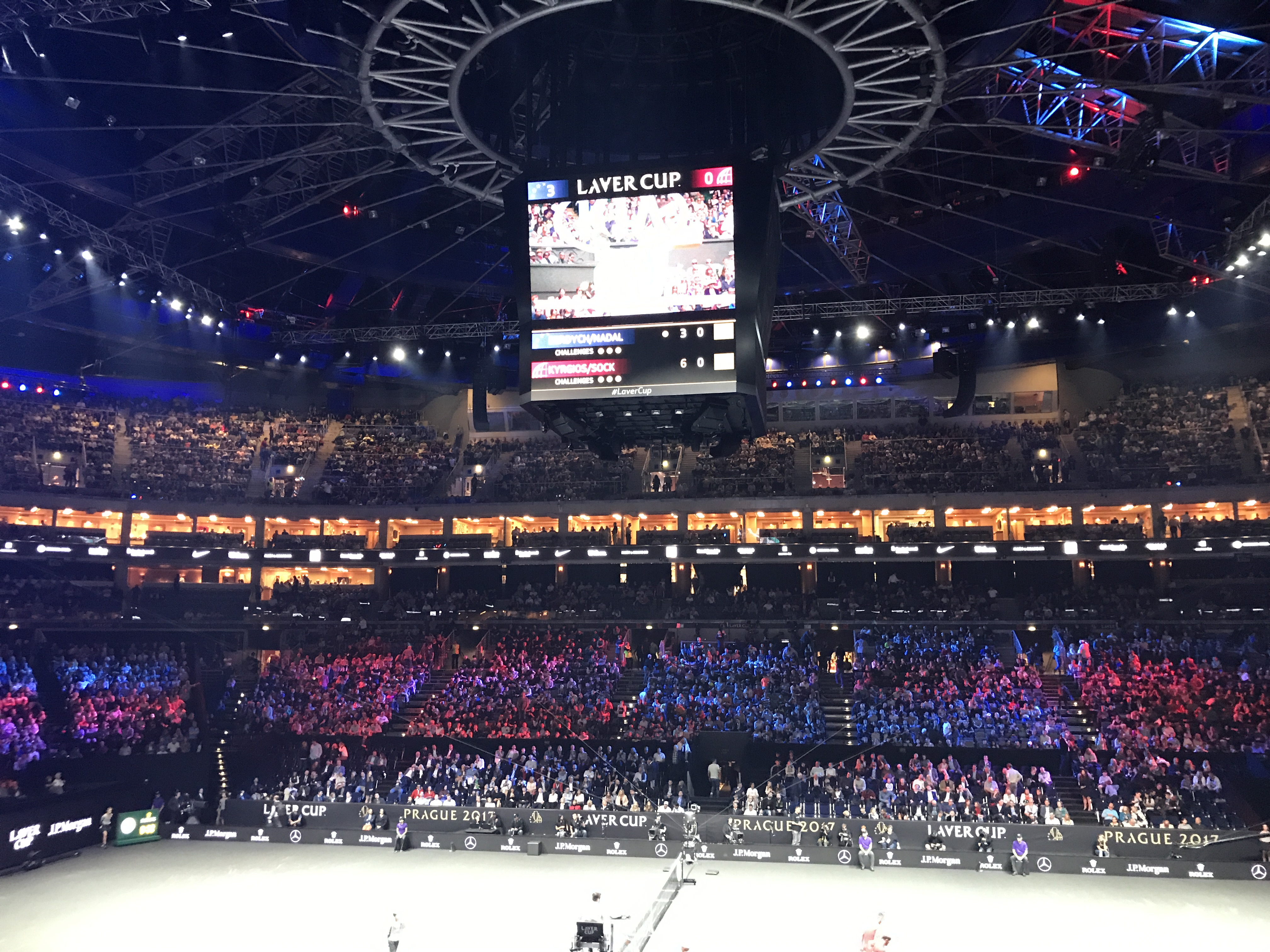
O2 Arena, miejsce organizacji pierwszej edycji turnieju

- Rolex, szwajcarski producent zegarków, partner założycielski turnieju (2017–);
- Mercedes-Benz, niemiecka marka samochodów, globalny sponsor turnieju (2017–);
- Credit Suisse, szwajcarski bank, globalny sponsor turnieju (2018-)[66];
- Moët & Chandon, francuski producent win i szampanów (2017–);
- Steve Furgal’s Tennis Tours (2017–);
- Marriott, amerykańska sieć hoteli (2020-);
- Head, producent sprzętu sportowego (2021-).

Pozostali sponsorzy i założyciele:
- TEAM8, organizacja menedżerska Rogera Federera (2016–2017);
- Jorge Lemann, brazylijski biznesmen i były tenisista (2016–2017);
- Tennis Australia, australijska narodowa organizacja tenisowa (2016–2017);
- USTA, amerykańska narodowa organizacja tenisowa (2016–2018);
- JPMorgan Chase, amerykański holding finansowy (2017–2018);
- Wilson, producent sprzętu tenisowego (2017–2020);
- Grey Poupon, francuski producent musztardy (2018);
- Magellan Corporation, amerykański dystrybutor stali (2018);
- TransferMate, firma płatnicza (2018);
- NetJets, amerykański sprzedawca jetów (2018–2020);
- Barilla, włoski producent makaronów (2018–2020).

## Lista turniejów
| Rok  | Państwo           | Miasto        | Obiekt        | Kapitanowie drużyn | Drużyna zwycięska | Wynik | Drużyna pokonana |
| 2017 | Czechy            | Praga         | O2 Arena      | Drużyna Europejska: Björn Borg (kapitan) Thomas Enqvist (zastępca kapitana) Drużyna Światowa: John McEnroe (kapitan) Patrick McEnroe (zastępca kapitana) | Drużyna Europejska Tomáš Berdych Marin Čilić Roger Federer Rafael Nadal Dominic Thiem Alexander Zverev                   | 15–9  | Drużyna Światowa John Isner Nick Kyrgios Sam Querrey Denis Shapovalov Jack Sock Frances Tiafoe                                           |
| 2018 | Stany Zjednoczone | Chicago       | United Center | Drużyna Europejska: Björn Borg (kapitan) Thomas Enqvist (zastępca kapitana) Drużyna Światowa: John McEnroe (kapitan) Patrick McEnroe (zastępca kapitana) | Drużyna Europejska Novak Đoković Grigor Dimitrow Kyle Edmund Roger Federer David Goffin Alexander Zverev                 | 13–8  | Drużyna Światowa Kevin Anderson John Isner Nick Kyrgios Diego Schwartzman Jack Sock Frances Tiafoe                                       |
| 2019 | Szwajcaria        | Genewa        | Palexpo       | Drużyna Europejska: Björn Borg (kapitan) Thomas Enqvist (zastępca kapitana) Drużyna Światowa: John McEnroe (kapitan) Patrick McEnroe (zastępca kapitana) | Drużyna Europejska Roger Federer Fabio Fognini Rafael Nadal Stefanos Tsitsipas Dominic Thiem Alexander Zverev            | 13–11 | Drużyna Światowa Taylor Fritz John Isner Nick Kyrgios Milos Raonic Denis Shapovalov Jack Sock                                            |
| 2020 | Stany Zjednoczone | Boston        | TD Garden     | | |       | |
| 2021 | Stany Zjednoczone | Boston        | TD Garden     | Drużyna Europejska: Björn Borg (kapitan) Thomas Enqvist (zastępca kapitana) Drużyna Światowa: John McEnroe (kapitan) Patrick McEnroe (zastępca kapitana) | Drużyna Europejska Matteo Berrettini Daniił Miedwiediew Andriej Rublow Casper Ruud Stefanos Tsitsipas Alexander Zverev   | 14–1  | Drużyna Światowa Félix Auger-Aliassime John Isner Nick Kyrgios Reilly Opelka Denis Shapovalov Diego Schwartzman                          |
| 2022 | Wielka Brytania   | Londyn        | O2 Arena      | Drużyna Europejska: Björn Borg (kapitan) Thomas Enqvist (zastępca kapitana) Drużyna Światowa: John McEnroe (kapitan) Patrick McEnroe (zastępca kapitana) | Drużyna Światowa Félix Auger-Aliassime Taylor Fritz Alex de Minaur Tommy Paul Diego Schwartzman Jack Sock Frances Tiafoe | 13–8  | Drużyna Europejska: Matteo Berrettini Novak Đoković Roger Federer Andy Murray Rafael Nadal Cameron Norrie Casper Ruud Stefanos Tsitsipas |
| 2023 | Kanada            | Vancouver     | Rogers Arena  | Drużyna Europejska: Björn Borg (kapitan) Thomas Enqvist (zastępca kapitana) Drużyna Światowa: John McEnroe (kapitan) Patrick McEnroe (zastępca kapitana) | Drużyna Światowa Félix Auger-Aliassime Francisco Cerúndolo Taylor Fritz Tommy Paul Ben Shelton Frances Tiafoe            | 13–2  | Drużyna Europejska: Alejandro D. Fokina Arthur Fils Hubert Hurkacz Gaël Monfils Andriej Rublow Casper Ruud                               |
| 2024 | Niemcy            | Berlin        | MHPArena      | Drużyna Europejska: Björn Borg (kapitan) Thomas Enqvist (zastępca kapitana) Drużyna Światowa: John McEnroe (kapitan) Patrick McEnroe (zastępca kapitana) | |       | |
| 2025 | Stany Zjednoczone | San Francisco | Chase Center  | Drużyna Europejska: Yannick Noah (kapitan) Drużyna Światowa: Andre Agassi (kapitan)                                                                      | |       | |